# Maša Haľamová
Maša Haľamová, vdaná Mária Pullmanová (28. srpna 1908, Blatnica – 17. července 1995, Bratislava) byla slovenská básnířka.

## Život
Narodila se v rodině obchodníka a vzdělání získávala v Martině, vyšší školy navštěvovala v Martině a v Bratislavě, kde i v roce 1925 odmaturovala. Po maturitě pracovala jako úřednice v přijímací kanceláři sanatoria v Novém Smokovci ve Vysokých Tatrách, kde žila 30 let. Byla vynikající lyžařka a stala se nejmladší rozhodčí na mistrovství světa na Štrbském Plese v roce 1935. V roce 1930 se provdala za hlavního lékaře Státních koupelí na Štrbském Plese - lékaře MUDr. Jána Pullmana (* 27. listopadu 1898 - † 19. září 1956)  a ve Vysokých Tatrách žila ve vile Maríně až do manželovy předčasné smrti v roce 1956. V letech 1957 - 1958 pracovala v Martině jako redaktorka vydavatelství Osveta a odtud odešla do Bratislavy, kde pracovala až do roku 1973, kdy odešla do důchodu, jako redaktorka ve vydavatelství Mladé letá. Zemřela v Bratislavě, ale pochovali ji na Národním hřbitově v Martině.

## Tvorba
Už jako studentka zveřejňovala překlady z ruské poezie v Slovenském deníku. Vlastní tvorbu začala publikovat v 2. polovině 20. let v literárních časopisech Slovenské pohledy, Živena, Elán, také v periodikách Nový rod a Mladé Slovensko.
Je autorkou žensky křehké lyriky, zachycující prostým, upřímným slovem vzruchy srdce: nenaplněný cit lásky, manželské štěstí, bolest nad ztrátou manžela. Kromě milostných motivů ztvárňovala dojmy z tatranské přírody, z cesty do Francie a sociální náměty pod vlivem Jiřího Wolkra. Přitahoval ji obraz na smrt nemocného Jiřího Wolkra, marně hledajícího uzdravení v tatranské přírodě. Její poezie se vyznačuje hlubokým prožíváním a citovými zážitky. Hledala v ní opravdový cit lásky nejen pro sebe, ale pro všechny, a zejména pro ty, kterým ji "tvrdé věci dne" nedopřály. Byla mistrem básnické drobnokresby, protože dokázala zachytit v básních i ty nejmenší záchvěvy dívčí duše s čistotou a přesností, přičemž neztrácejí nic ze své křehkosti a lehkosti.
Kromě vlastní tvorby se věnovala také překladům z lužickosrbské, české (Jiří Wolker, Ivan Olbracht, Marie Majerová, Jan Drda) a ruské literatury. Několik básní z jejích sbírek zhudebnili přední slovenští skladatelé (např. básně ze sbírky Červený mák). Svou tvorbou se zapsala do dějin slovenské literatury jako jedna z nejvýznamnějších představitelek slovenské poezie 20. století. Její dílo bylo přeloženo do 9 jazyků.

## Ocenění
- 1968 – zasloužilá umělkyně
- 1983 – národní umělkyně

## Dílo

### Poezie
- 1928 – Dar
- 1932 – Červený mak
- 1966 – Smrť tvoju žijem

### Próza pro děti a mládež
- 1957 – Svrček a mravci
- 1962 – Mechúrik Košťúrik s kamarátmi
- 1965 – Petrišorka
- 1966 – Hodinky, leporelo
- 1976 – O sýkorke z kokosového domčeka

### Výběry z poezie
- 1955 – Básne
- 1964 – Dar
- 1968 – Červený mak
- 1968 – Komu dám svoju nehu
- 1993 – Čriepky
- 1998 – Nepokoj
- 2003 – Milému

### Vzpomínkové eseje
- 1988 – Vyznania
- 1988 – Vzácnejšia než zlato
- 1993 – Čriepky (ilustroval Mikuláš Galanda)
- 2001 – Tatranské listy

### Překlady děl pro děti a mládež
- 1968 – Ivan Olbracht: Biblické príbehy
- 1971 – Jan Drda: Zabudnutý čert

Máša Haľamová - místa, kde se připomíná
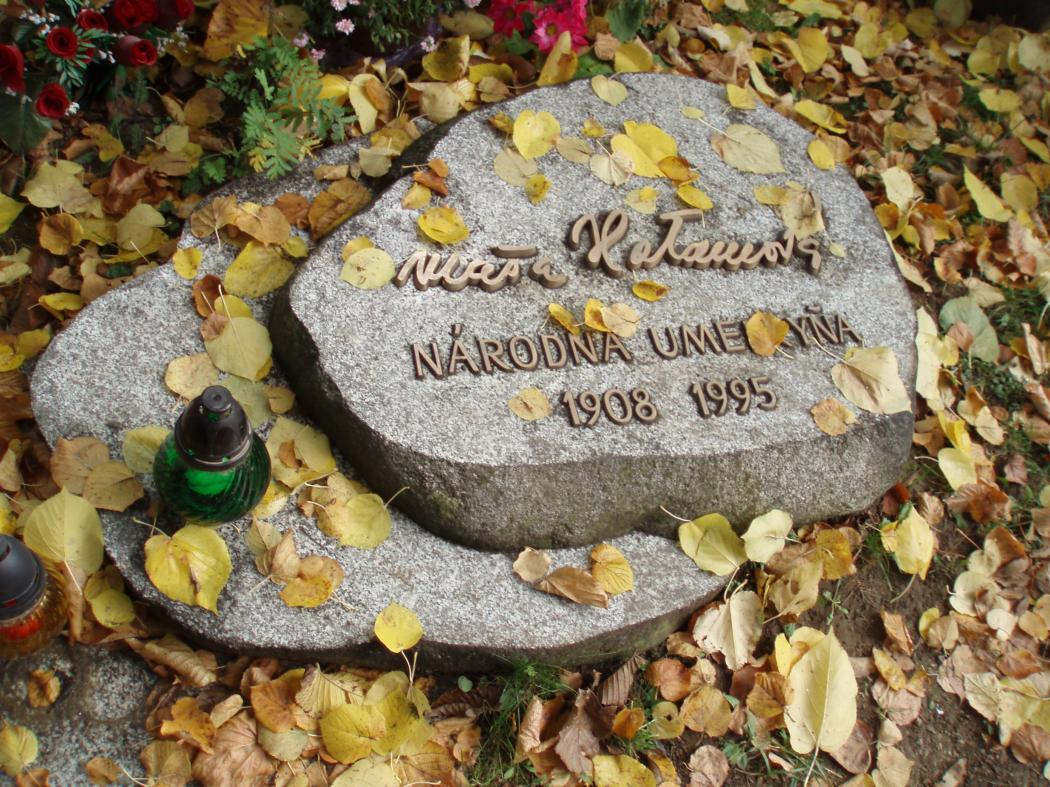
Hrob Máši Haľamové na Národním hřbitově v Martině
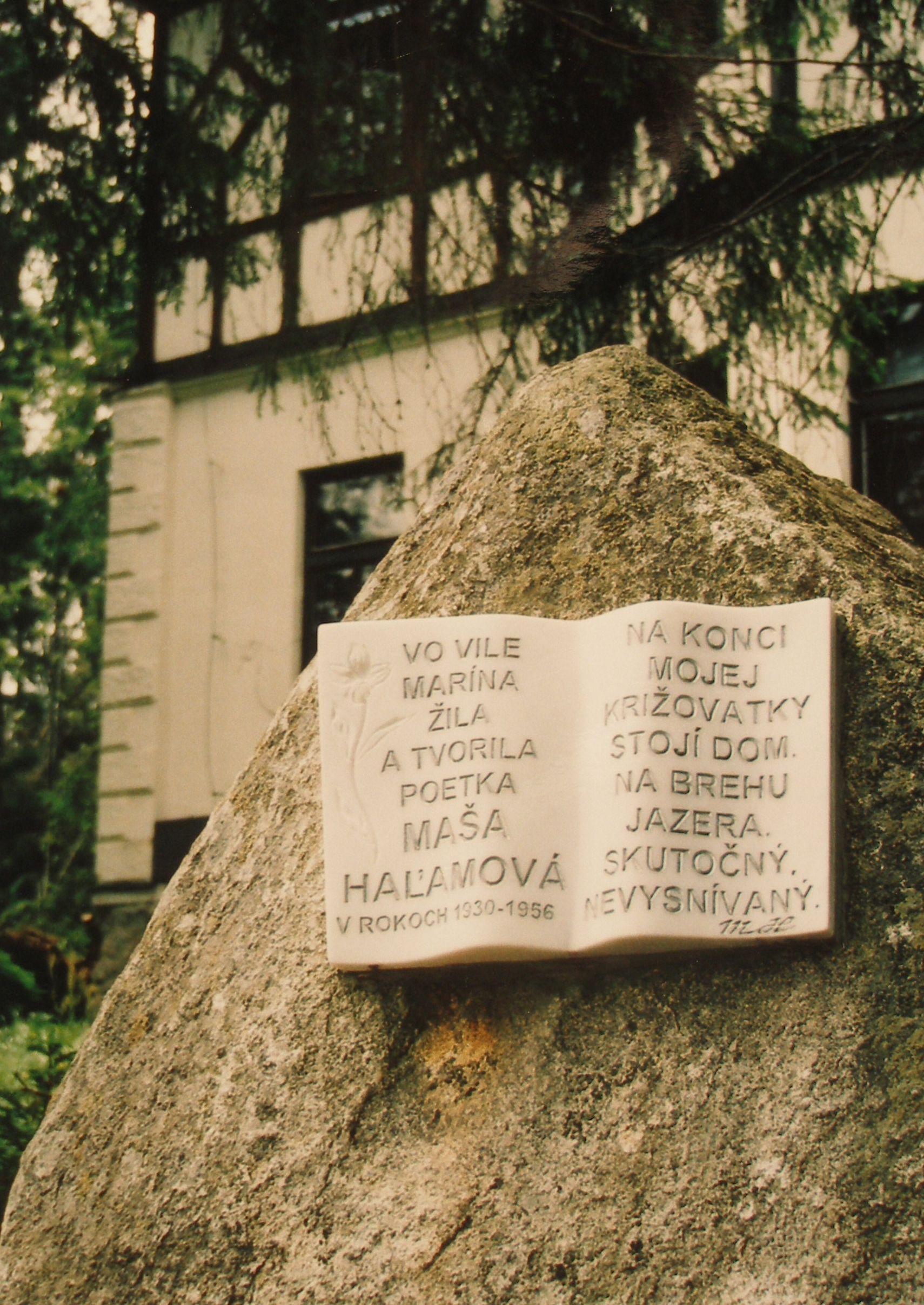
Památník na Štrbském Plese
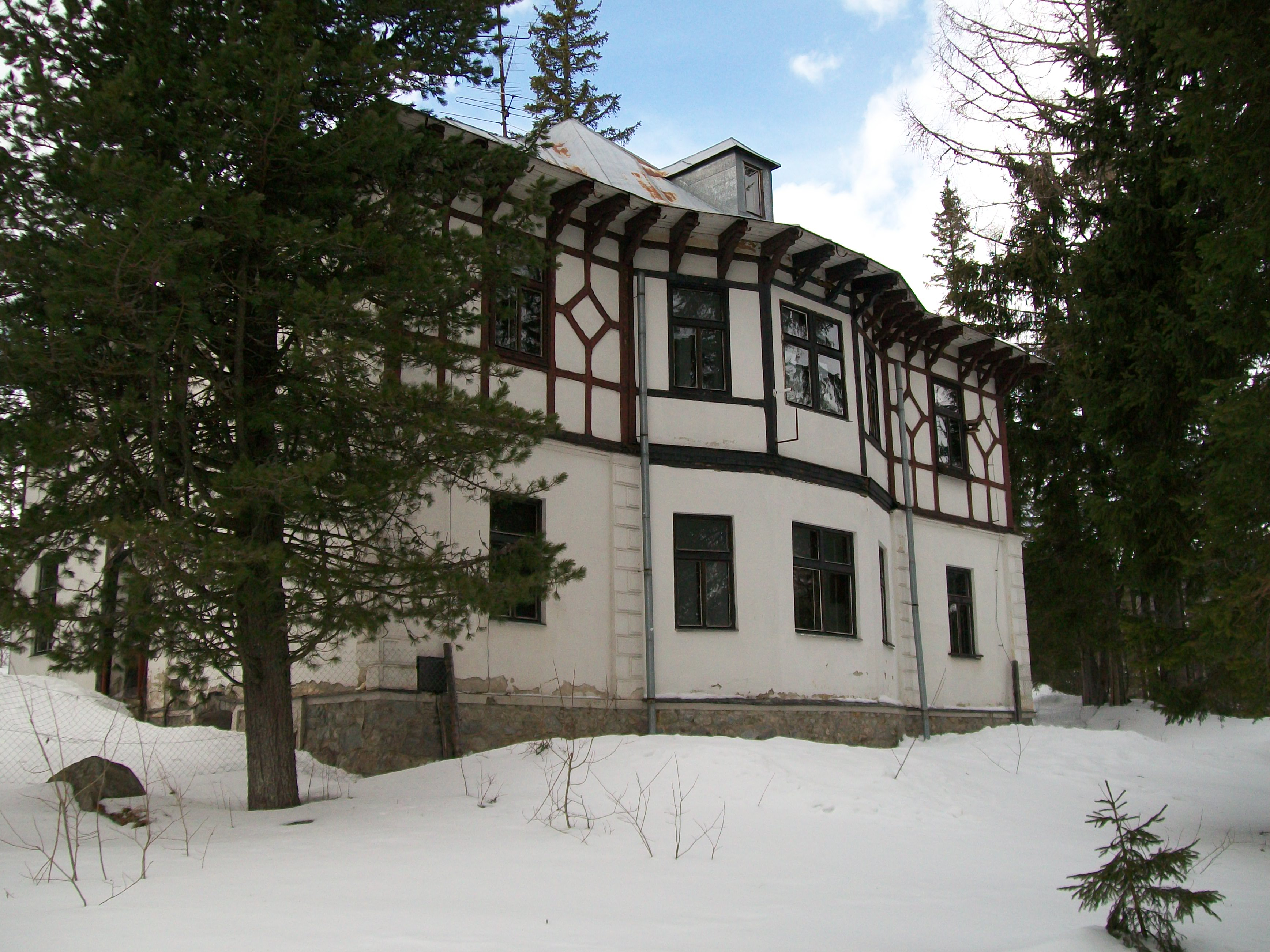
Vila Marína u Štrbského Plesa